# 卡薩羅 (基塔省)
卡薩羅（法語：Kassaro），是馬里的城鎮，位於該國西南部，由卡伊區的基塔省負責管轄，面積1,076平方公里，海拔高度459米，2009年人口18,442，人口密度每平方公里17人。